# Minuartia mairei
Minuartia mairei är en nejlikväxtart som beskrevs av Quézel. Minuartia mairei ingår i släktet nörlar, och familjen nejlikväxter. Inga underarter finns listade i Catalogue of Life.